# Solanum furcatum
Solanum furcatum är en potatisväxtart som beskrevs av Michel Félix Dunal. Solanum furcatum ingår i släktet skattor som ingår i familjen potatisväxter. Inga underarter finns listade i Catalogue of Life.

## Bildgalleri

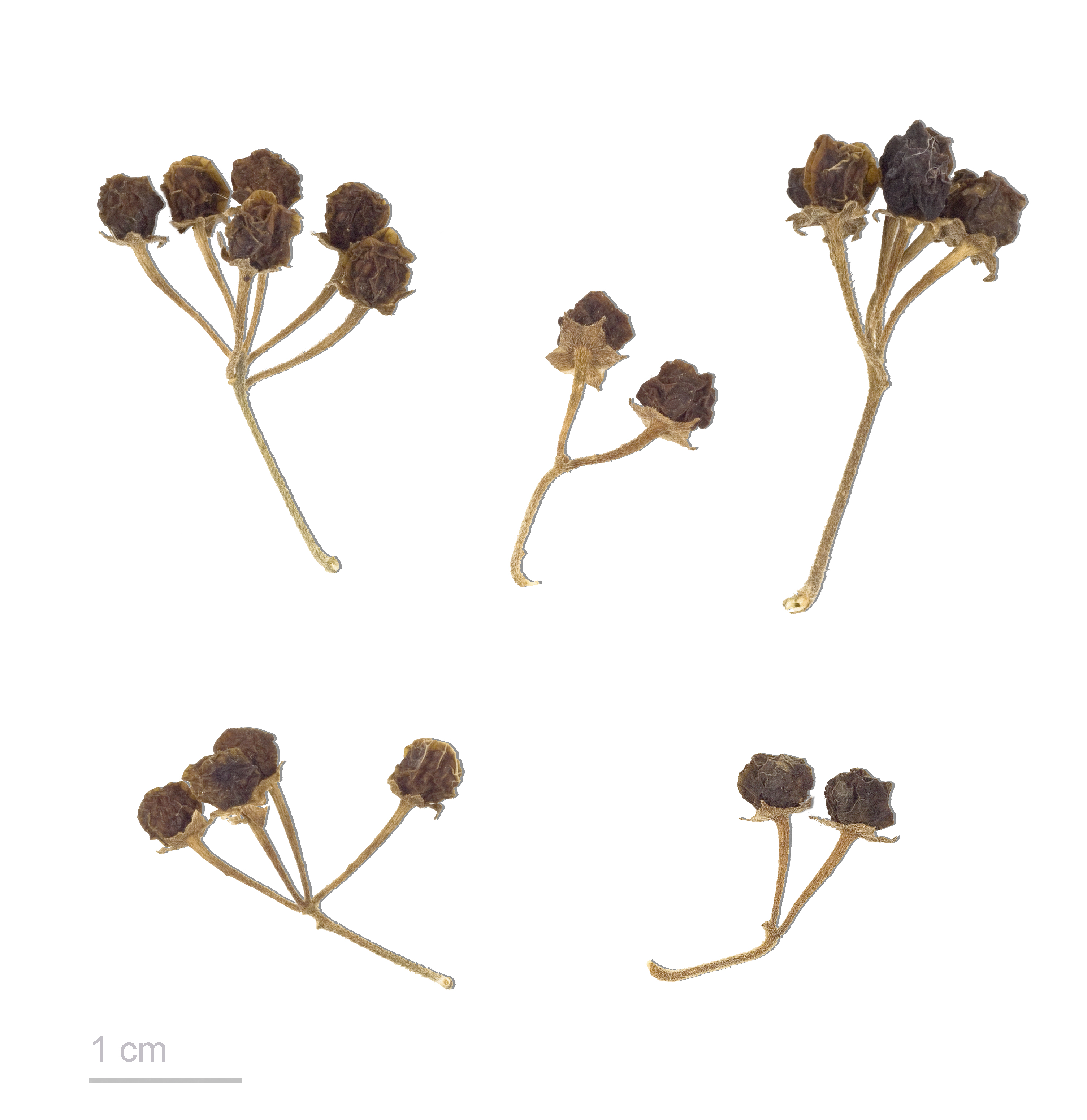